# کاخ چراغان
کاخ چراغان (به ترکی استانبولی: Çırağan Sarayı) از قصرهای پیشین عثمانی است که امروزه به عنوان یک هتل پنج‌ستاره از آن استفاده می‌شود و در زمره هتل‌های زنجیره‌ای کِمپینسکی قرار دارد.

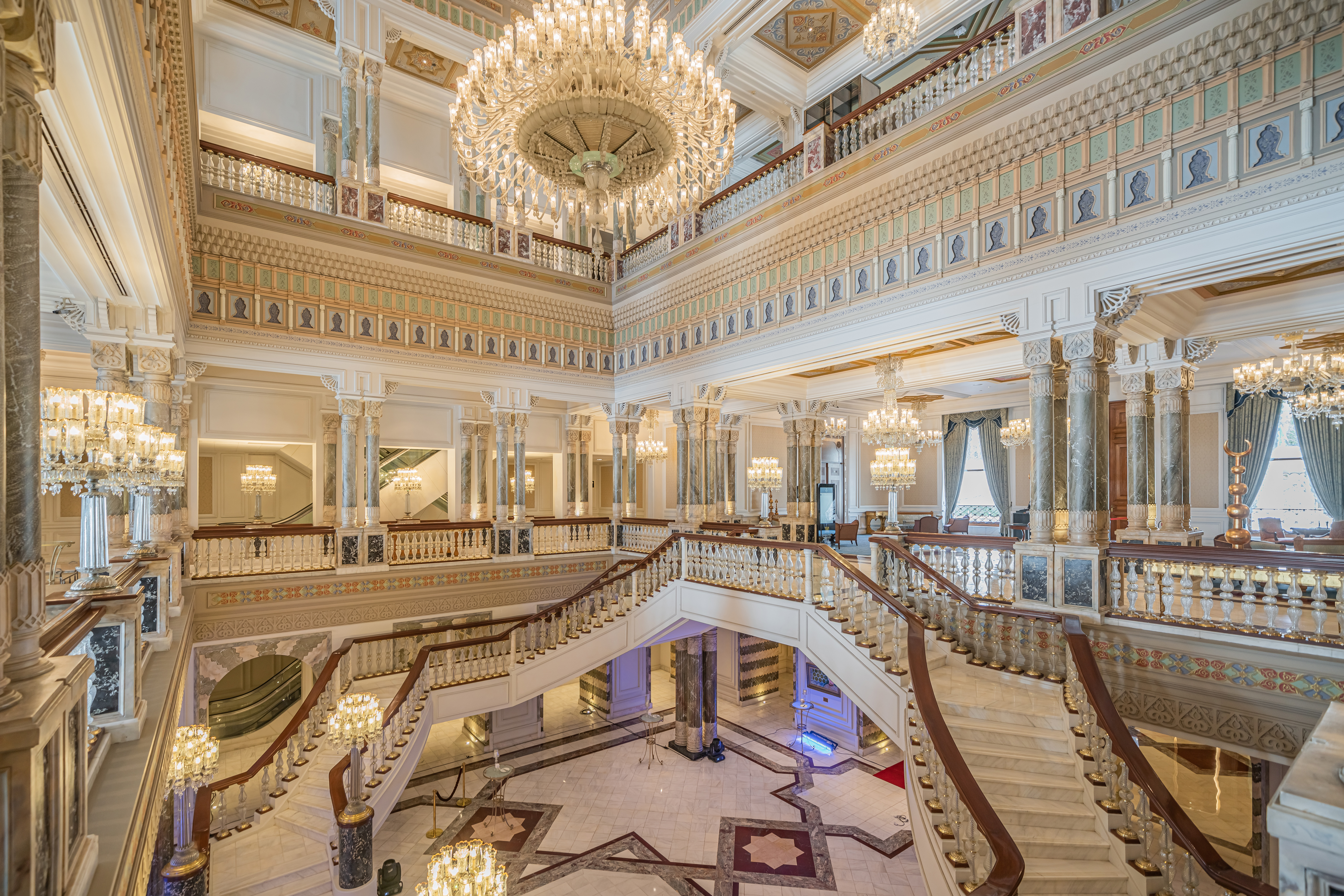
تالار میانی در کاخ چراغان.

کاخ چراغان در ساحل اروپایی بسفر در میان محله‌های بشیکتاش و اورتاکوی استانبول قرار دارد.
اتاق سلطان در این کاخ که کرایه آن ۱۵٬۳۳۲ دلار در شب است در سال ۲۰۱۲ از سوی سی‌ان‌ان به عنوان چهاردهمین اتاق گران‌قیمت در میان ۱۵ اتاق گران‌قیمت هتل در جهان معرفی شد.

## تاریخچه
این کاخ در زمان سلطان عبدالعزیز یکم ساخته شد. طراح این کاخ، معمار ارمنی‌تبار کاخ‌های سلطان یعنی نیگوغایوس بالیان بود و کاخ چراغان بین سال‌های ۱۸۶۳ تا ۱۸۶۷ توسط دو پسر بالیان ساخته شد.
سلاطین به جای استفاده از کاخ‌های نیاکان خود، کاخ‌های خود را می‌ساختند. کاخ چیراغان آخرین نمونه از این سنت است. دیوارهای داخلی و سقف از چوب و دیوارهای بیرونی از سنگ مرمر رنگارنگ ساخته شده بود. یک پل مرمری زیبا کاخ را به کاخ Yıldız در تپه پشت سر متصل می‌کند. دیوار باغ بسیار بلند از کاخ در برابر دنیای بیرون محافظت می‌کرد.
ساخت و ساز و تزئینات داخلی کاخ تا سال ۱۸۷۲ ادامه یافت. سلطان عبدالعزیز مدت زیادی در کاخ باشکوه خود زندگی نکرد. در ۳۰ مه ۱۸۷۶، اندکی پس از خلع سلطنت، جسد او را در داخل کاخ پیدا کردند. جانشین او، برادرزاده او سلطان مراد پنجم، به کاخ چیراغان نقل مکان کرد، اما تنها ۹۳ روز سلطنت کرد. او توسط برادرش عبدالحمید دوم به دلیل بیماری روانی از کار برکنار شد و تا زمان مرگش در ۲۹ اوت ۱۹۰۴ در آنجا در بازداشت خانگی زندگی می‌کرد.
در ۱۴ نوامبر ۱۹۰۹، در زمان سلطنت مشروطه دوم، سلطان محمد پنجم به پارلمان عثمانی اجازه داد تا جلسات خود را در این ساختمان برگزار کند. تنها دو ماه بعد، در ۱۹ ژانویه ۱۹۱۰، آتش‌سوزی بزرگی کاخ را ویران کرد و تنها دیوارهای بیرونی آن دست نخورده باقی ماند. باغ آن که "Şeref Stadı" نام دارد، سال‌ها به عنوان زمین فوتبال در اختیار باشگاه بشیکتاش J.K بود.

## تبدیل شدن به هتل
در سال ۱۹۸۷، کاخ ویران شده توسط یک شرکت ژاپنی خریداری شد، که این کاخ را بازسازی کرد و یک مجموعه هتل مدرن در باغ کنار آن اضافه کرد. ساختمان مدرن هتل در سال ۱۹۹۰ افتتاح شد و ساختمان کاخ بازسازی شده در سال ۱۹۹۲ افتتاح شد. امروزه به عنوان سوئیت‌های لوکس برای هتل پنج ستاره کمپینسکی به همراه دو رستوران که از مهمانان پذیرایی می‌کنند استفاده می‌شود.